# 山本大喜
山本 大喜（やまもと まさき、1996年1月8日 - ）は、日本の奈良県宇陀市出身のプロ自転車競技（ロードレース）選手。山本元喜は兄。

## 経歴
- アジア選手権ロードU23優勝、全日本選手権TT U23優勝[1]。
- 2021年、三菱地所 JCLプロロードレースツアー 個人総合優勝[2]。
- 2023年6月25日 全日本選手権ロードレース大会 男子エリート 優勝[3]